# Zuruahá
Zuruahá (també anomenada Suruaha, Suruwaha, Zuruaha, Índios do Coxodoá) és una llengua arawana parlada al Brasil per unes 130 persones de l'ètnia zuruahã.
Zuruahá és esmentat a Kaufman (1994) a partir de la comunicació personal de Dan Everett. Va prendre el primer contacte amb la comunitat (una caminada de 3 dies des del territori de Dení a l'estat d'Amazones) el 1980. L'idioma no s'havia estudiat a partir del 1994, però sembla el més semblant al dení.